# I Poznański Hufiec Harcerzy „Warta”
I Poznański Hufiec Harcerzy „Warta” – jednostka terytorialna Organizacji Harcerzy ZHR, należąca do Wielkopolskiej Chorągwi Harcerzy ZHR. Zrzesza drużyny i gromady działające na terenie Poznania, Koziegłów, Swarzędza i Tarnowa Podgórnego.

## Historia
Powołany w dniu 20 grudnia 1989 rozkazem Naczelnika Harcerzy hm. Krzysztofa Stanowskiego.
W okresie od 15 marca 1992 do 18 października 1996 kilka drużyn harcerskich wydzieliło się z tego hufca i stworzyło III Poznański Hufiec Harcerzy, który po kilku latach samodzielnej pracy został rozwiązany a drużyny powróciły do pracy w I Poznańskim Hufcu Harcerzy.

## Jednostki hufca
- 3 Poznańska Drużyna Harcerzy im. Piasta
- 14 Poznańska Drużyna Harcerzy „Wawer”
- 14 Poznańska Drużyna Wędrowników im. Narodowych Sił Zbrojnych
- 15 Poznańska Drużyna Harcerzy „Ingonyama” im. Romualda Traugutta
- 15 Poznańska Drużyna Wędrowników „Imvubu” im. Romualda Traugutta
- 15 Poznańska Gromada Zuchów „Rycerze Okrągłego Stołu"
- 32 Poznańska Drużyna Harcerzy "Czarna Puszcza" im. Batalionu Parasol
- 1 Trzcianecka Drużyna Harcerzy "Wilki" im. ks. hm. Zdzisława Jastrzębca Peszkowaskiego

## Hufcowi I Poznańskiego Hufca Harcerzy „Warta”
- hm. Hubert Sarrazin (20 grudnia 1989 – ?)
- hm. Tomasz Łęcki (? – 13 października 1993)
- phm. Tomasz Szelangiewicz (13 października 1993 – 22 marca 1994)
- phm. Tomasz Nowacki (22 marca 1994 – 18 października 1996)
- phm. Jarosław Wagner (18 października 1996 – 28 sierpnia 1999)
- pwd. Marcin Rozmiarek (29 sierpnia 1999 – 13 kwietnia 2002)
- pwd. Paweł Stefanek (13 kwietnia 2002 – 13 lipca 2004)
- phm. Robert Kosiak (13 lipca 2004 – 27 czerwca 2009)
- phm. Szymon Fiedler (27 czerwca 2009 – 20 kwietnia 2012)
- pwd. Maurycy Michalak (20 kwietnia 2012 – 17 grudnia 2014)
- phm. Łukasz Tadyszak (17 grudnia 2014 – 1 kwietnia 2015)
- phm. Paweł Maciejewski (1 kwietnia 2015 – 11 listopada 2019)
- hm. Marcin Wrzos (11 listopada 2019 – obecnie)